# Parametr (informatyka)
Parametr (parametr formalny) − element składni w określonym języku programowania, umożliwiający komunikację pomiędzy podprogramem wywołanym a programem wywołującym. Parametry określa się wraz z deklaracją określonego podprogramu, w jego nagłówku.

## Funkcje parametru
Parametrem jest określony, zadeklarowany i zdefiniowany w programie (kodzie źródłowym), element (identyfikator), umożliwiający przekazanie argumentu do podprogramu oraz wyniku z podprogramu do zadania wywołującego tenże podprogram (nadrzędnego). Parametr może zostać zdefiniowany dla podprogramu lub programu. W tym drugim przypadku parametr służy do komunikacji danego programu (procesu) z systemem operacyjnym lub innym programem wywołującym.

## Deklaracja i definicja parametru
Parametry zwykle, w większości języków programowania, deklaruje się i definiuje wraz z deklaracją podprogramu. Typowym sposobem jest utworzenie listy parametrów w nawiasie po nazwie podprogramu. Tu najczęściej następuje zdefiniowanie atrybutów parametrów (np. typu).
Przykład w języku Pascal:
```
{ Pascal }

function
 
Sum
(
a
,
 
b
 
:
 
integer
)
:
integer
;

begin

  
Sum
:=
a
+
b

end
;

```

Przykład w języku C:
```
/* C */

int
 
Sum
(
a
,
 
b
)

  
int
 
a
,
b
;

{

  
return
 
a
+
b
;

}

```

W powyższych przykładach zadeklarowano i zdefiniowano parametry a i b. W Pascalu deklaracja i definicja występuje razem, w języku C w nagłówku zadeklarowano parametry pod nagłówkiem a przed nawiasem otwierającym instrukcję blokową funkcji Sum, zdefiniowano parametry jako dane typu int (dotyczy pierwszych wersji języka C, w późniejszych standardach dopuszczono obie formy deklaracji parametrów).

## Skojarzenie argumentu z parametrem
Parametr w podprogramie reprezentuje określoną wartość lub komórkę pamięci umożliwiającą komunikację z programem nadrzędnym. W momencie wywołania podprogramu następuje skojarzenie argumentu przekazywanego do podprogramu z odpowiednim parametrem. Skojarzenie takie dokonywane jest w wyniku wykonania instrukcji wywołania lub wywołania funkcji w wyrażeniu. Istnieją różne sposoby kojarzenia argumentów z parametrami.

## Różne rozwiązania
W różnych językach programowania ich twórcy stosowali różne rozwiązania związane z parametrami.

### Zmienna lista argumentów
W niektórych językach programowania lub ich konkretnych  implementacjach istnieje możliwość przekazywania zmiennej liczby argumentów do podprogramu. Aby umożliwić odczyt w podprogramie wartości z listy argumentów o zmiennej ich liczbie, definiuje się parametr wskazujący na taką listę, a w deklaracji podprogramu umieszcza często symbol informujący kompilator, że podprogram może być wywoływany ze zmienną liczbą argumentów.

### Stos zamiast parametrów
Specyfika niektórych języków programowania, np. Forth, powoduje, że do przekazywania argumentów do podprogramu używa się stosu zamiast parametrów. Podprogram odczytuje wartość ze stosu, która musi zostać tam umieszczona przed wywołaniem podprogramu. Jedynie wypracowany styl pisania programów w tym języku powoduje, że w kodzie źródłowym specyfikuje się parametry w wartość zwracaną, np.:
```
 : Sum ( a, b -- a, b, c ) dup rot dup rot + ;
```

Lecz powyższa specyfikacja parametrów a i b oraz rezultatu a, b, c, jest tylko eleganckim stylem programowania, konwencją dobrowolnie stosowaną przez programistów, gdyż napis "( a, b -- a, b, c )" jest jedynie komentarzem.